# Кулиш, Кирилл
Кири́лл Дже́йкоб Кули́ш (англ. Kiril Jacob Kulish; род. 16 февраля 1994, Сан-Диего) — американский актёр, танцор и музыкант. С 6 лет обучался балету, в возрасте пятнадцати лет стал обладателем премии «Тони» в номинации «Лучшая мужская роль в мюзикле» за роль в бродвейской постановке «Билли Эллиот».

## Биография
Кулиш родился 16 февраля 1994 года в Сан-Диего, штат Калифорния. Родителями были Фил Аксельрод и уроженка Украины Раиса Кулиш. Кирилл свободно владеет русским языком. В возрасте пяти лет стал заниматься фортепиано, в возрасте шести лет — балетом, в семь лет — бальными танцами, в восемь — гимнастикой, в десять — каратэ. В 2006 году стал лауреатом премии «Надежда» (англ. Hope) крупнейшего международного конкурса по балету Youth America Grand Prix, а в последующем трижды становился обладателем Гран-при этого состязания. В 2007 году стал Чемпионом Америки по каратэ и бальным танцам. В 2009 году удостоился приза Центра русской культуры в Нью-йорке, премии «Мирового театра», премии имени Фреда Астера, премии Общества зрителей и специальной премии Внешнего общества критиков. В том же году стал лауреатом премии премии «Тони» в номинации «Лучшая мужская роль в мюзикле» за исполнение главной роли в премьерном составе бродвейской постановки «Билли Эллиот». В тот год в первые за всю историю церемонии приз был вручён сразу троим актёрам, которые исполняли главную роль мюзикла попеременно. Кирилл получил предложения стипендий от Королевской балетной школы, Парижской школы оперы и балета, а также приглашение выступать в проекте «Короли танца» (англ. Kings of Dance). Являлся самым молодым танцором, принятым в Академию балета Сан-Диего. Выступал вместе с ABT American Ballet Theater в восьми гала-концертах в Мехико. Даёт фортепьянные концерты в Мехико и Европе, стал лауреатом нескольких музыкальных премий. Продолжает участвовать в теле-, кино- и театральных проектах.

## Billy Elliot the Musical
На пресс-конференции в Нью-Йорке, 22 апреля 2008 года, был объявлен премьерный состав исполнителей главной роли: Кирилл Кулиш, Трент Ковалик, Дэвид Альварес. Первое выступление Кирилла состоялось 1 октября 2008 года, а 7 июня 2009 года он, вместе с двумя другими исполнителями, удостоился премии премии «Тони» в номинации «Лучшая мужская роль в мюзикле». Мюзикл был номинирован на 15 премий, и стал обладателем 10 из них. Включая Лучший мюзикл года. Последнее выступление Кирилла состоялось в субботу, 3 октября 2009 года.

## Другие работы
В конце 2009 года Кулиш исполнил главную роль в балете Щелкунчик. В 2010 году он принял участие в чемпионате по бальным танцам в Юго-Западном региональном чемпионате США в Лонг-Бич, штат Калифорния. В настоящее время проживает вместе с родителями в Сан-Диего и Нью-Йорке.

## Публикации
- Счастливый мальчик. snob.ru. Дата обращения: 8 апреля 2012. Архивировано 16 мая 2012 года.
- The Boys of ‘Billy’ Get Ready to Lead (англ.). nytimes.com. Дата обращения: 8 апреля 2012. Архивировано 16 мая 2012 года.
- Photo Coverage: Preview Performance of 'Billy Elliot' (англ.). broadwayworld.com. Дата обращения: 8 апреля 2012. Архивировано из оригинала 16 мая 2012 года.
- Photo Flash: First Look At Broadway's Dancing Billy Elliots (англ.). broadwayworld.com. Дата обращения: 8 апреля 2012. Архивировано из оригинала 16 мая 2012 года.
- The Peter Pans of Broadway (англ.). nymag.com. Дата обращения: 8 апреля 2012. Архивировано 16 мая 2012 года.
- PLAYBILL.COM'S CUE & A: David Alvarez, Trent Kowalik and Kiril Kulish (англ.). playbill.com. Дата обращения: 8 апреля 2012. Архивировано из оригинала 16 мая 2012 года.
- Photo Coverage: Broadway Bears XII -Preview of the Bears (англ.). broadwayworld.com. Дата обращения: 8 апреля 2012. Архивировано из оригинала 16 мая 2012 года.
- Billy Elliot Handprint Ceremony at Planet Hollywood in New York on August 26, 2009 (англ.). exposay.com. Дата обращения: 8 апреля 2012. Архивировано из оригинала 16 мая 2012 года.
- Tony judges send 3 clear messages (англ.). thestar.com. Дата обращения: 8 апреля 2012. Архивировано 16 мая 2012 года.
- Billy Elliot's David Alvarez, Kiril Kulish, David Bologna Set for Fidelity FutureStage Workshops (англ.). theatermania.com. Дата обращения: 8 апреля 2012. Архивировано из оригинала 16 мая 2012 года.
- Tony-Winning Billy Elliott Trio Geek Out With Indy (англ.). Vanity Fair. Дата обращения: 9 июня 2009. Архивировано 18 июня 2009 года.
- Photo Coverage: CHICAGO Welcomes Chandra Wilson - Arrivals and Stage Door Fun! (англ.). broadwayworld.com. Дата обращения: 8 апреля 2012. Архивировано из оригинала 16 мая 2012 года.
- Tony winners coming to Toronto? (англ.). thestar.com. Дата обращения: 8 апреля 2012. Архивировано 16 мая 2012 года.
- Hennig And Ko To Join BILLY ELLIOT, Kulish, Gwynne And Bologna To Bid Broadway Farewell In October (англ.). broadwayworld.com. Дата обращения: 8 апреля 2012. Архивировано из оригинала 16 мая 2012 года.
- 'Billy' boys trained at S.D. studio (англ.). utsandiego.com. Дата обращения: 8 апреля 2012. Архивировано 16 мая 2012 года.
- Kiril Kulish, of 'Billy Elliot' fame, to perform in Hackensack (англ.). nj.com. Дата обращения: 8 апреля 2012. Архивировано из оригинала 16 мая 2012 года.
- BILLY ELLIOT Tony-Winner Kulish Bids Broadway Farewell 10/3 (англ.). broadwayworld.com. Дата обращения: 8 апреля 2012. Архивировано из оригинала 16 мая 2012 года.
- Last Dance: Tony Winner Kulish Departs Billy Elliot Oct. 3 (англ.). playbill.com. Дата обращения: 8 апреля 2012. Архивировано из оригинала 16 мая 2012 года.
- Photo Coverage: Tony Winner Kiril Kulish Bids Farewell to Broadway's BILLY ELLIOT (англ.). broadwayworld.com. Дата обращения: 8 апреля 2012. Архивировано из оригинала 16 мая 2012 года.
- A Star Is Born (англ.). backstage.com. Дата обращения: 8 апреля 2012. Архивировано 16 мая 2012 года.
- Attracting boys to ballet still a challenge (англ.). utsandiego.com. Дата обращения: 8 апреля 2012. Архивировано 16 мая 2012 года.
- Teens score Tony as 'Billy' (англ.). variety.com. Дата обращения: 8 апреля 2012. Архивировано из оригинала 16 мая 2012 года.
- Becoming Billy (англ.) // DANCE SPIRIT. — ноябрь 2008.
- Billy Elliot: The musical: The Primer (англ.) // NEW YORK. — сентябрь 2008.
- The Peter Pans of Broadway // NEW YORK. — сентябрь 2008.
- People are talking about (англ.) // ТEN VOGUE. — ноябрь 2008.
- Leaps and Bounds. Billy Elliot's Broadway Debut (англ.) // VANITY FAIR. — октябрь 2008.
- Tone tuner talk reaches new 'Heights' (англ.) // VARIETY. — 28 апреля - 4 мая 2008.
- The boys of Billy Elliot (англ.) // VOGUE. — сентябрь 2008.